# HD 16175
HD 16175は、アンドロメダ座の方角に約196光年の距離にある7等級のG型主系列星である。この恒星は双眼鏡以上の器具を使わないと見ることができない。
| 太陽 | HD 16175  |
| ---- | --------- |
| 太陽 | Exoplanet |

## 惑星系
2009年6月、リック天文台の視線速度法による惑星捜索計画で、太陽系外惑星HD 16175 bが発見された、とPublications of the Astronomical Society of the Pacific誌に公表された。
| 名称 （恒星に近い順） | 質量             | 軌道長半径 （天文単位） | 公転周期 (日) | 軌道離心率    | 軌道傾斜角 | 半径 |
| --------------------- | ---------------- | ----------------------- | ------------- | ------------- | ---------- | ---- |
| b (Abol)              | > 4.77 ± 0.37 MJ | 2.148 ± 0.076           | 995.4 ± 2.8   | 0.637 ± 0.020 | —          | —    |

## 名称
2019年、世界中の全ての国または地域に1つの系外惑星系を命名する機会を提供する「IAU100 Name ExoWorldsプロジェクト」において、HD 16175はエチオピア連邦民主共和国に割り当てられる系外惑星系となった。このプロジェクトは、「国際天文学連合100周年事業」の一環として計画されたイベントの1つで、エチオピア国内での選考、国際天文学連合 (IAU) への提案を経て太陽系外惑星とその主星に固有名が承認されるものであった。2019年12月17日、IAUから最終結果が公表され、HD 16175はBuna、HD 16175 bはAbolと命名された。これらの名称はエチオピアの名産品であるコーヒーと伝統的なコーヒー・セレモニーに関連する言葉にちなんでおり、Bunaはエチオピア語において一般的にコーヒーを意味する用語で、Abolはコーヒー・セレモニーで行われる過程において1煎目に出されるコーヒーを指す。